# Aureola

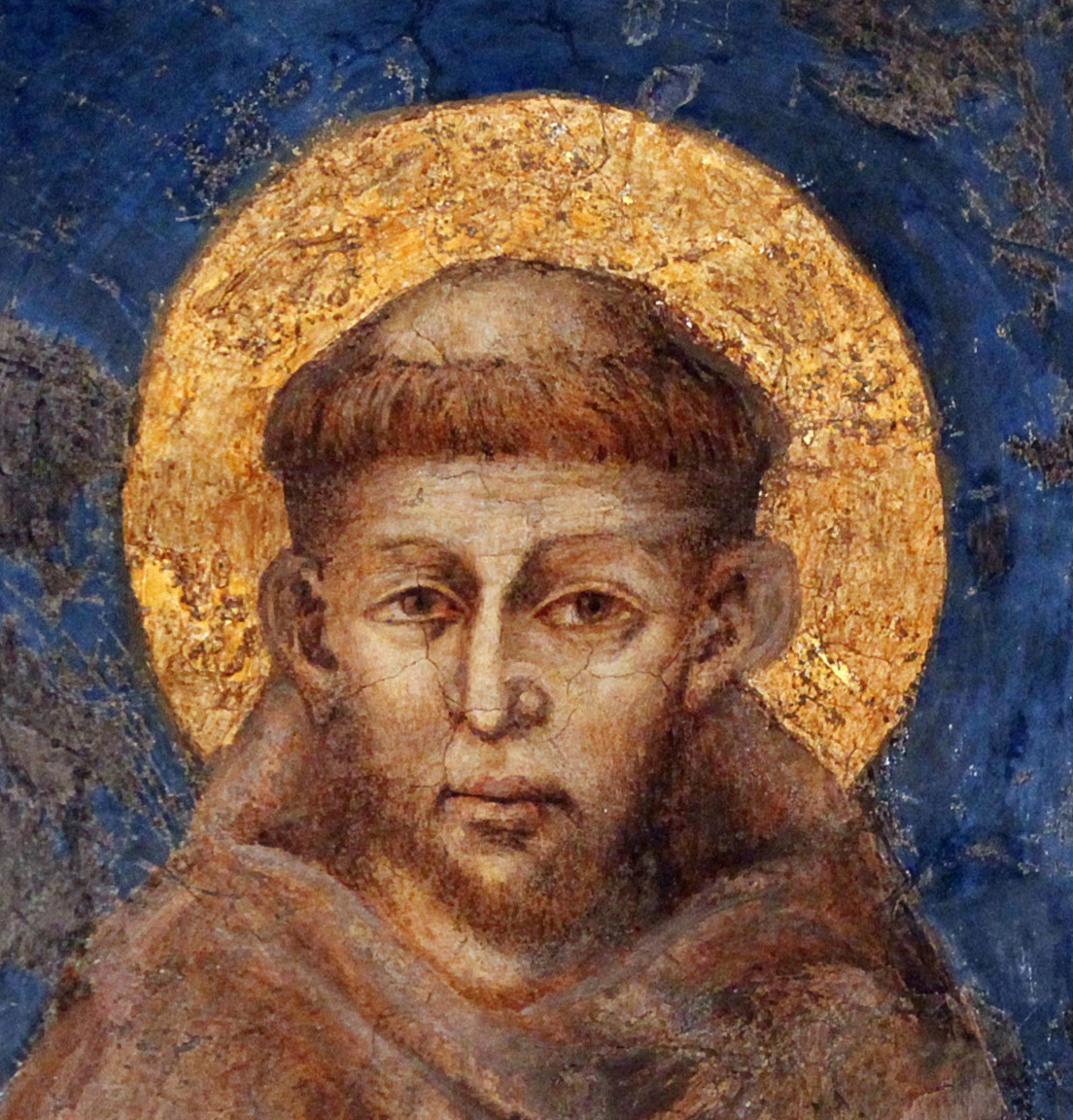
Aureola intorno al capo di San Francesco

L'aureola o nimbo è un attributo figurativo usato nell'arte sacra, presente in diverse religioni, per indicare la santità di un personaggio.
Consiste in un'aura o alone di luce che ne avvolge la testa o il corpo; più specificamente, l'aureola è la luce che circonda il corpo, mentre il nimbo è il cerchio di luce che circonda il capo, e la combinazione dei due forma la gloria, ma spesso non si usa questa distinzione. Nelle statue il nimbo è reso di solito con un disco che viene fissato dietro la testa.

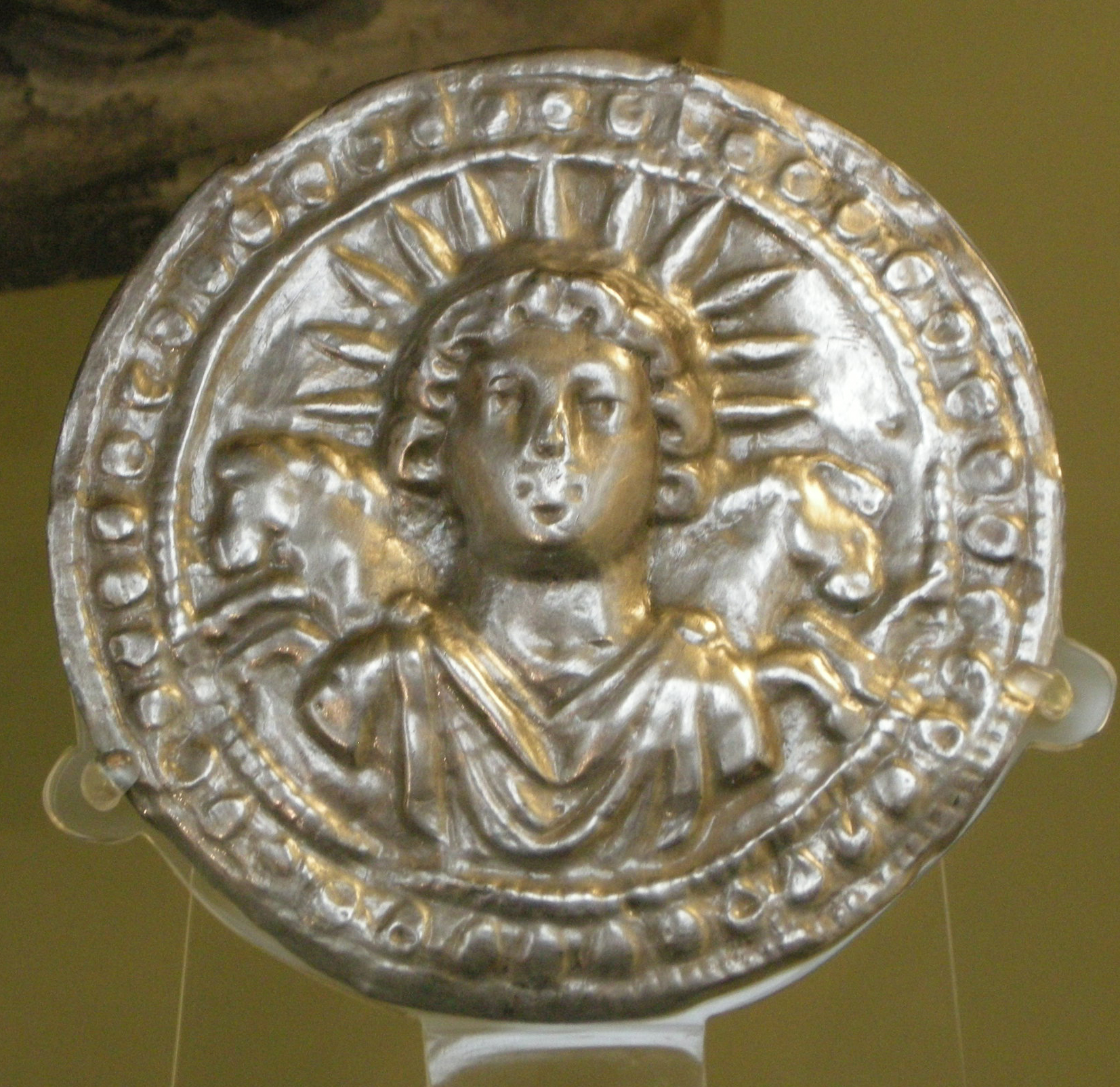
Sol Invictus su un disco argenteo romano

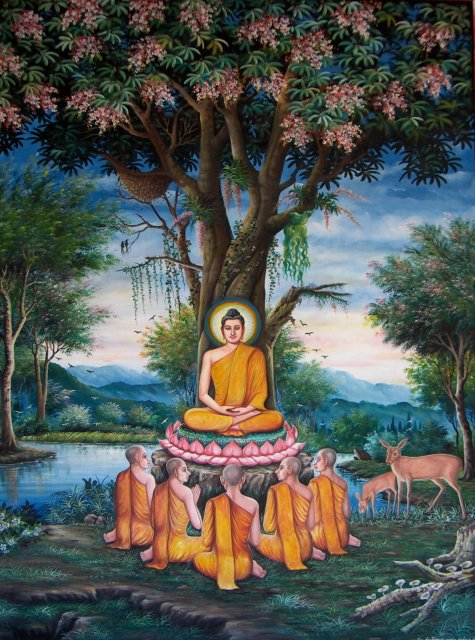
Dipinto raffigurante Gautama Buddha circondato dai suoi discepoli nel Parco delle gazzelle a Varanasi (dal tempio Wat Chedi Liam, Thailandia). La testa è circondata dall'aureola (sans. prabhā), un prestito della cultura greco battriana come la protuberanza cranica (sans. uṣṇīṣa).

## Storia
L'aureola origina dalle religioni europee pre-cristiane. La si riscontra in molti mosaici, in cui un disco di luce circonda la testa degli dei dell'Olimpo. L'aureola compare anche in stele funerarie ellenistiche per esprimere deferenza a chi appartiene al mondo dell'aldilà e su alcune monete, attorno alla testa del personaggio effigiato. Un tipo particolare di aureola è quella raggiata del Sol Invictus, adottata anche dal Mitraismo.

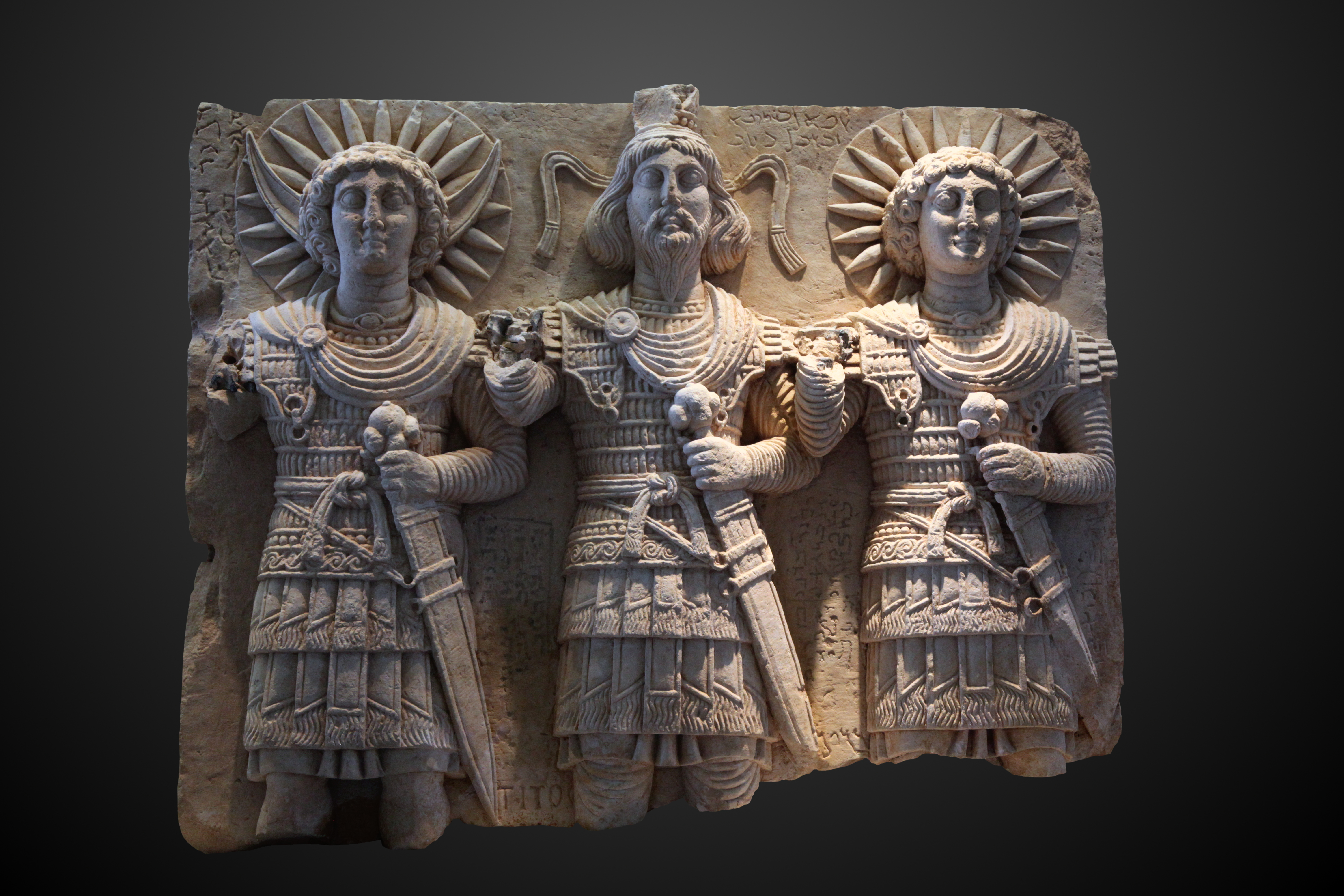
Baalshamin (nel centro), Agli-Bol (a destra) e Malakbel (a sinistra).

Un esempio di rappresentazione aureolata proviene dalla città romana di Palmira con le tre divinità Baalshamin, Agli-Bol e Malakbel vestite in abiti romani.
Intorno al I secolo a.C. questa iconografia tipica dell'Ellenismo fu trasferita, per mezzo dell'impero buddhista Kushan che ereditava la cultura e la iconografia religiosa dei regni greco-battriani, alla iconografia buddhista. Iniziarono quindi a comparire immagini del Buddha Shakyamuni con il volto circondato dall'aureola (sanscrito prabha), a cui seguirono immagini di 'santi' e 'mistici' buddhisti sempre con il volto circondato dal medesimo elemento iconografico. L'utilizzo dell'aureola fu, per mezzo dei missionari di questa religione universale, diffuso in tutto l'Oriente giungendo fino in India, Sri Lanka, Cina, Corea, Vietnam, Giappone e Tibet.
Tra il II e il III secolo anche i cristiani incominciarono a utilizzare l'aureola solo per esprimere deferenza. L'aureola era una sottile linea che circondava la testa oppure la testa e il busto, oppure ancora tutta la figura. Questo uso laico dell'aureola compare ancora nei mosaici della Basilica di San Vitale a Ravenna, dove è adottato per Giustiniano e Teodora, che santi non sono. Dal IV secolo l'aureola viene adottata nell'iconografia cristiana per designare i personaggi di più elevato livello spirituale: dapprima solo Gesù, gli angeli e la Vergine Maria; successivamente anche gli apostoli e i santi.
Sotto l'influsso della pittura ellenistica, l'aureola appare nei primi secoli come un'irradiazione della luce dal volto, come una nuvola luminosa che circonda la testa, da cui il sinonimo "nimbo" che viene anche usato. Successivamente, nel più preciso delinearsi della pittura cristiana e con l'adozione massiccia dell'oro per gli sfondi, l'aureola verrà normalmente realizzata come un disco in oro. La frontalità dei volti, nelle immagini bizantine e medioevali occidentali, ne pone il centro alla radice nel naso, e anche quando inquadra figure di tre quarti esso rimane di forma perfettamente circolare (nella pittura bizantina non esistono volti visti da dietro e rarissimi sono quelli di profilo, mai di personaggi importanti). In epoca gotica appare a volte con dei raggi nella parte esterna, o fitte decorazioni a punzone all'interno, con motivi decorativi e iscrizioni. Nel caso di figure inquadrate di profilo, alcuni artisti (ad esempio Giotto) disegnano comunque l'aureola come un cerchio, che in questo caso si estende anche davanti al volto; altri invece disegnano un cerchio visto "di taglio", come un piatto posizionato dietro la testa, in bilico sulla nuca.

## Iconografia cristiana

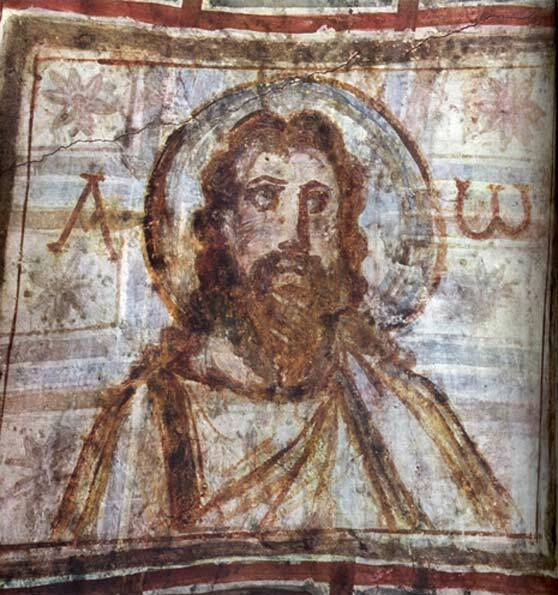
Gesù con l'aureola, dipinto nel IV secolo nelle catacombe di Commodilla

Nell'iconografia cristiana l'uso dell'aureola è regolato da norme non scritte, ma ben precise:
- la comune aureola di forma circolare è riservata agli angeli e ai santi. Di solito è d'oro, ma se è colorata è rossa per i martiri, bianca per le vergini, verde per i confessori, viola per i penitenti e l’azzurra per gli angeli. Se è a forma di raggiera, allora il nimbo indica un beato.
- per Gesù si usa un'aureola nella quale è inscritta una croce, di solito rossa. In genere se ne vedono solo tre bracci, essendo quello inferiore coperto dal collo e dal busto.
- Dio Padre, quando viene raffigurato in forma umana (solitamente come un anziano dalla lunga barba e capelli fluenti), ha spesso un'aureola triangolare, che simboleggia la Trinità.
- per le persone aventi fama di santità, ma ancora viventi, oppure defunte ma non ancora ufficialmente canonizzate, per le quali l'aureola circolare non è ammessa, è stata usata dal VII secolo un'aureola quadrata. Il quadrato, infatti indicava la terra, mentre il cerchio era riservato al cielo.
- per le personificazioni di virtù (Virtù teologali, ecc.) si possono usare aureole di forma poligonale, legate alla numerologia.
- un'aureola nera simboleggia la malvagità e viene usata per il diavolo oppure per Giuda Iscariota, il traditore di Gesù.

La tradizione paleocristiana e bizantina prevedeva aureole perfettamente circolari attorno alle teste dei santi. Nella Cappella degli Scrovegni (1303/1305 ca.), Giotto raffigura le aureole in rilievo  e, quando i santi son posti di scorcio, come dei dischetti in prospettiva a forma ellittica per rafforzare la percezione della terza dimensione. Per lo stesso motivo, nella Maestà del Polittico di Pisa (1426), così come nella Cappella Brancacci (1424-28) e nella Trinità di Santa Maria Novella a Firenze (1426-28) Masaccio dipinge diverse aureole ellittiche. Nel 1400 si adotteranno sempre le aureole di scorcio applicando le regole della prospettiva geometrica, come Piero della Francesca e Andrea Mantegna. Verso la fine del secolo, l'aureola iniziò a sembrare un retaggio medievale, preferendo un disegno sempre più sottile fino a scomparire in quegli artisti che desideravano rappresentare la divinità in maniera più umana. Uno dei primi fu Antonello da Messina con l'Annunciata di Palermo, seguendo le regole dell'Osservanza freancescana. Subito dopo abbiamo Leonardo da Vinci che nell'Ultima Cena non ne dipinse alcuna, mentre nella Vergine delle Rocce i frati che gli commissionarono l'opera misero per iscritto nel contratto che i personaggi ritratti dovessero averla: Leonardo la disegnò allora, ma come un sottilissimo anello di luce. Anche Michelangelo negli affreschi della Cappella Sistina non evitò le aureole.

## Galleria d'immagini

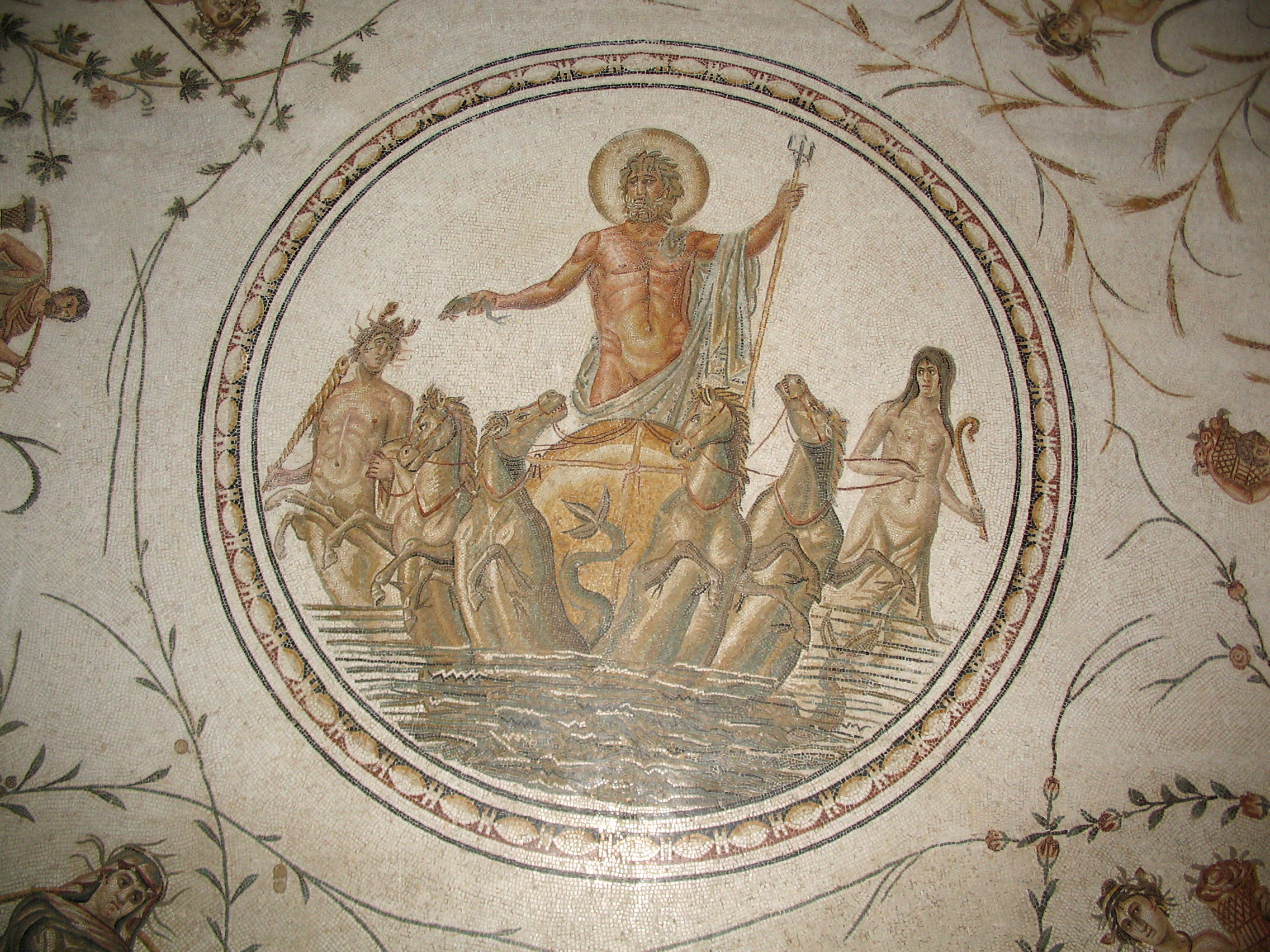
Trionfo di Nettuno, Museo del Bardo
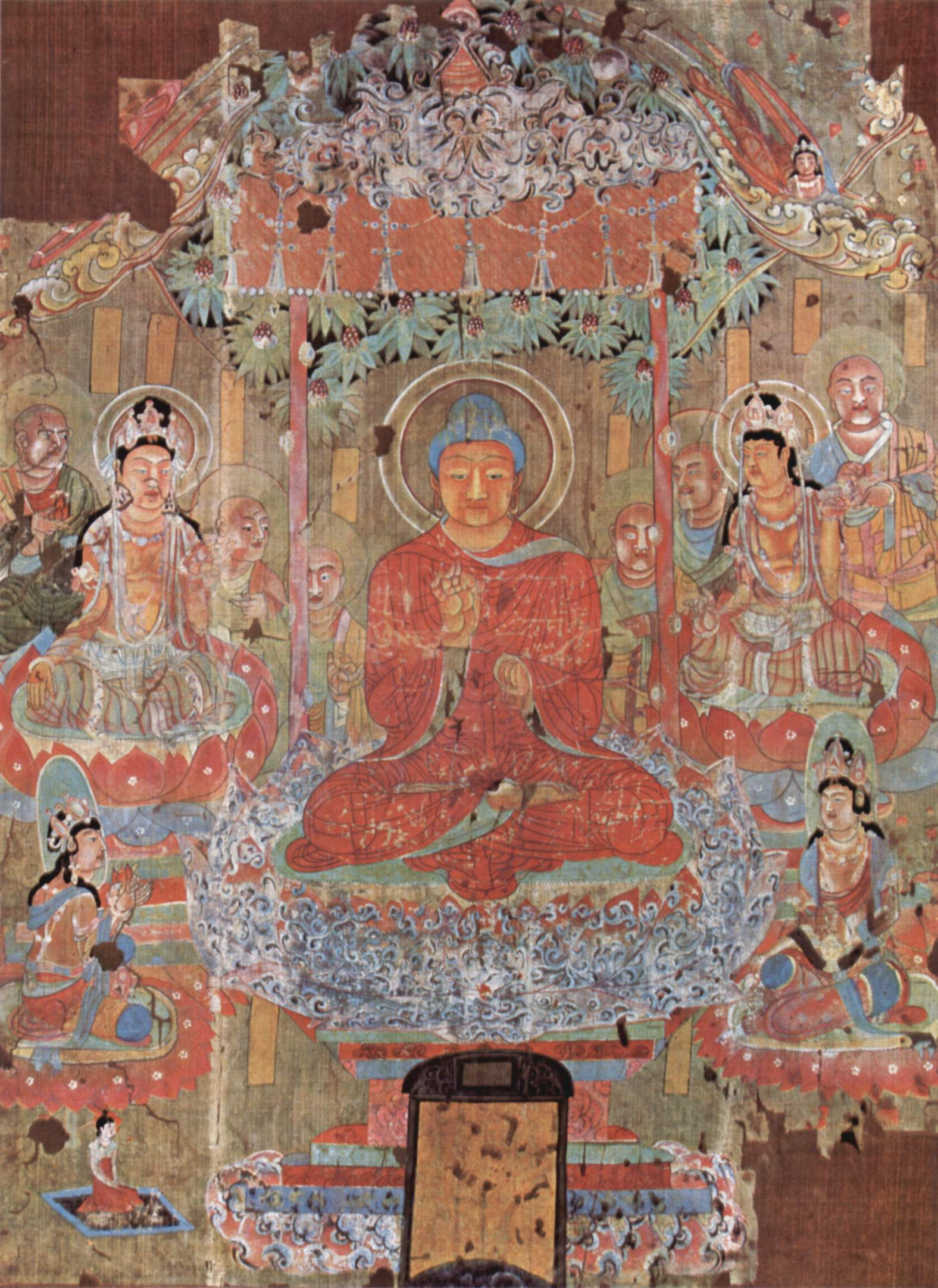
Ritratto cinese del Buddha Amithāba con l'aureola
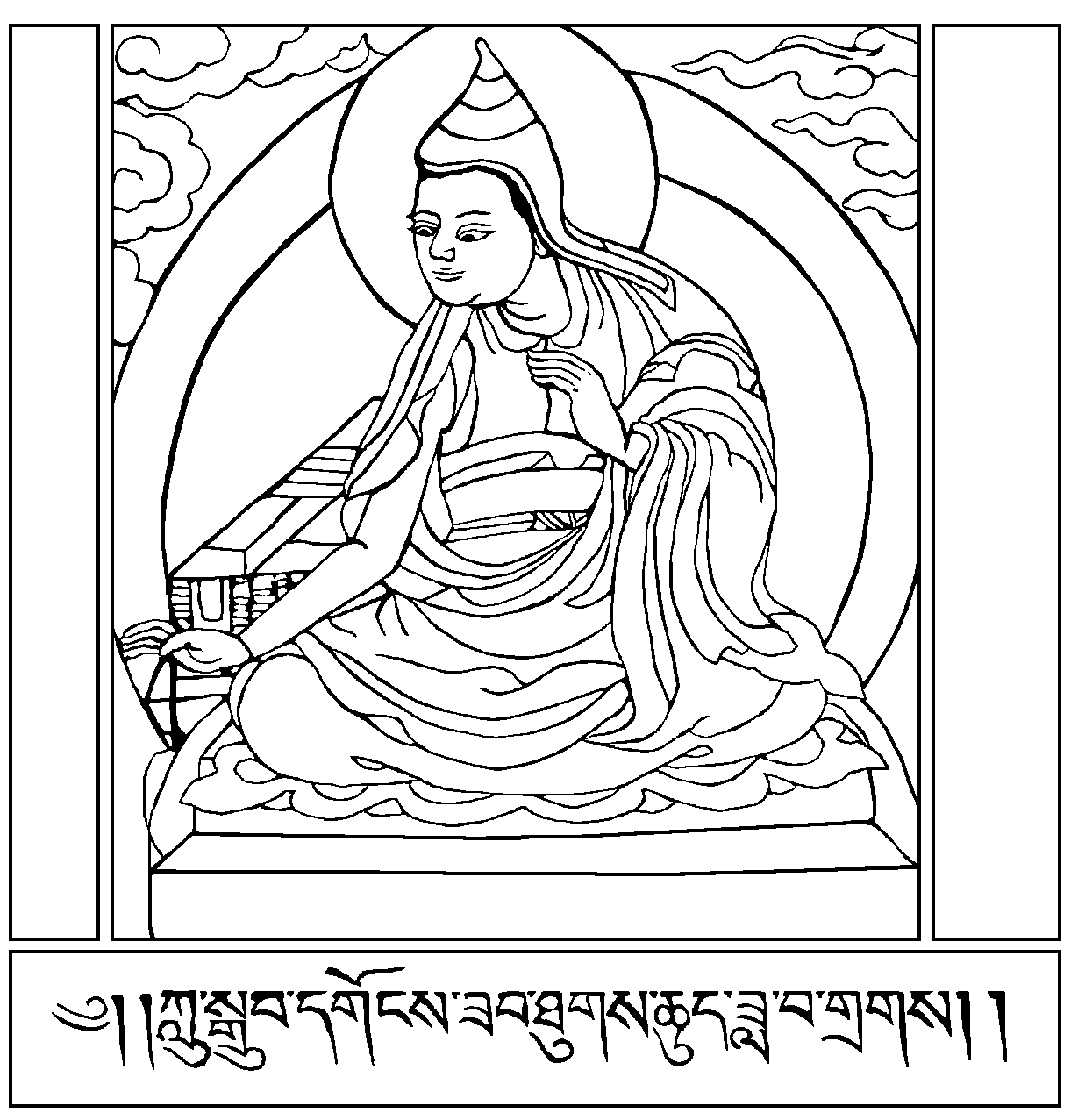
Ritratto tibetano di Candrakīrti con l'aureola che circonda il volto
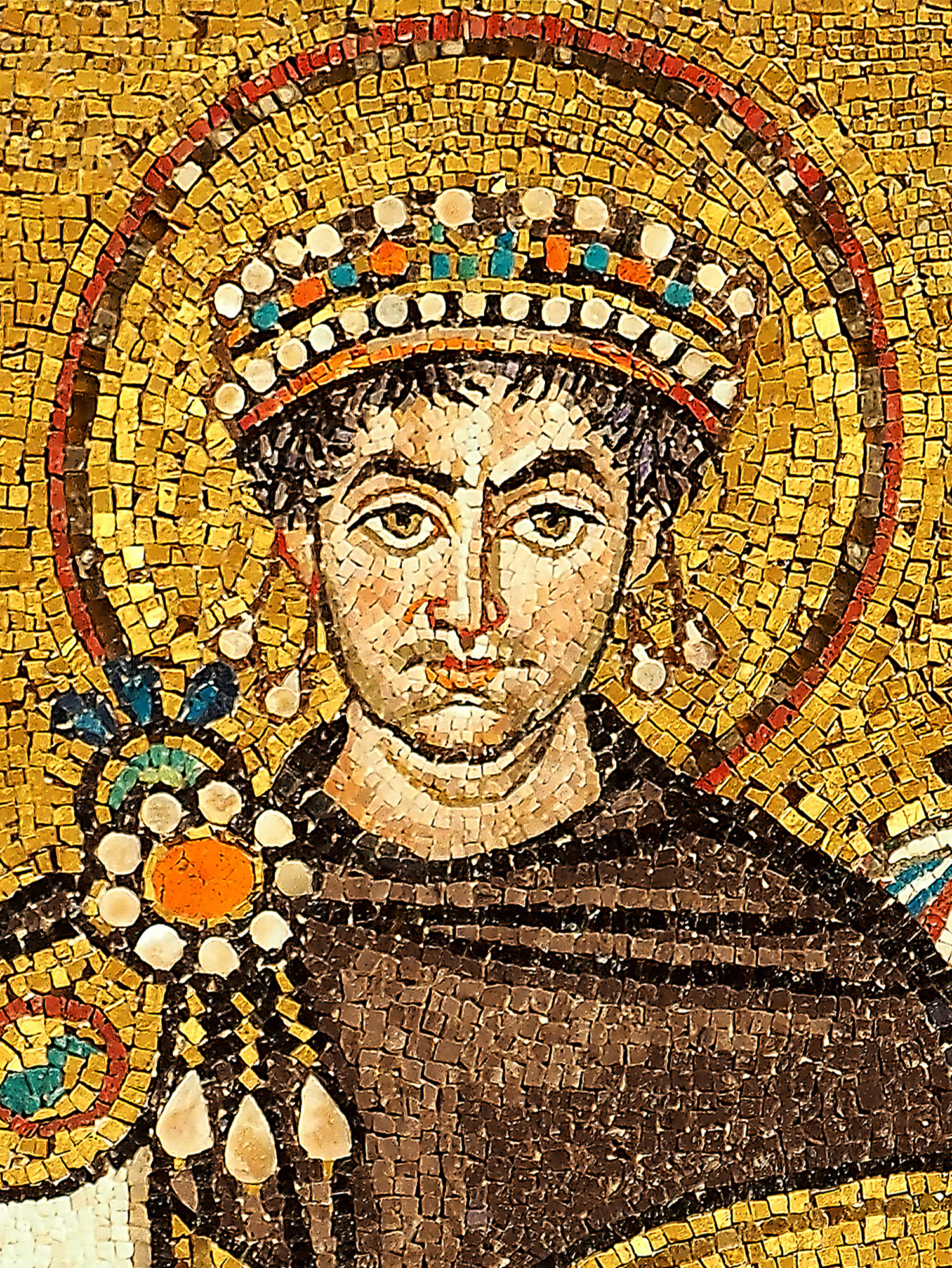
Giustiniano I raffigurato su un mosaico nella Basilica di San Vitale a Ravenna
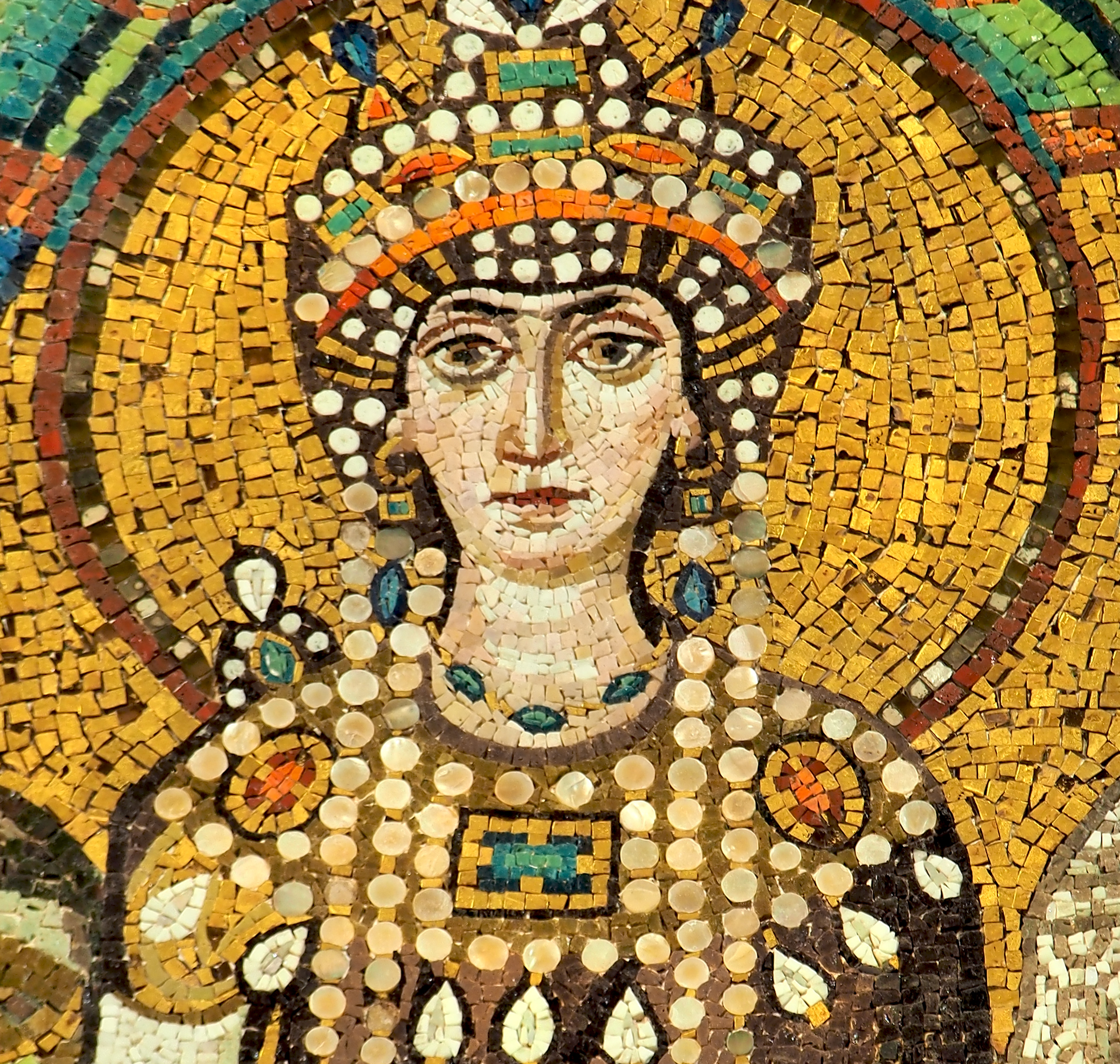
L'imperatrice Teodora in un particolare dei mosaici della Basilica di San Vitale a Ravenna.
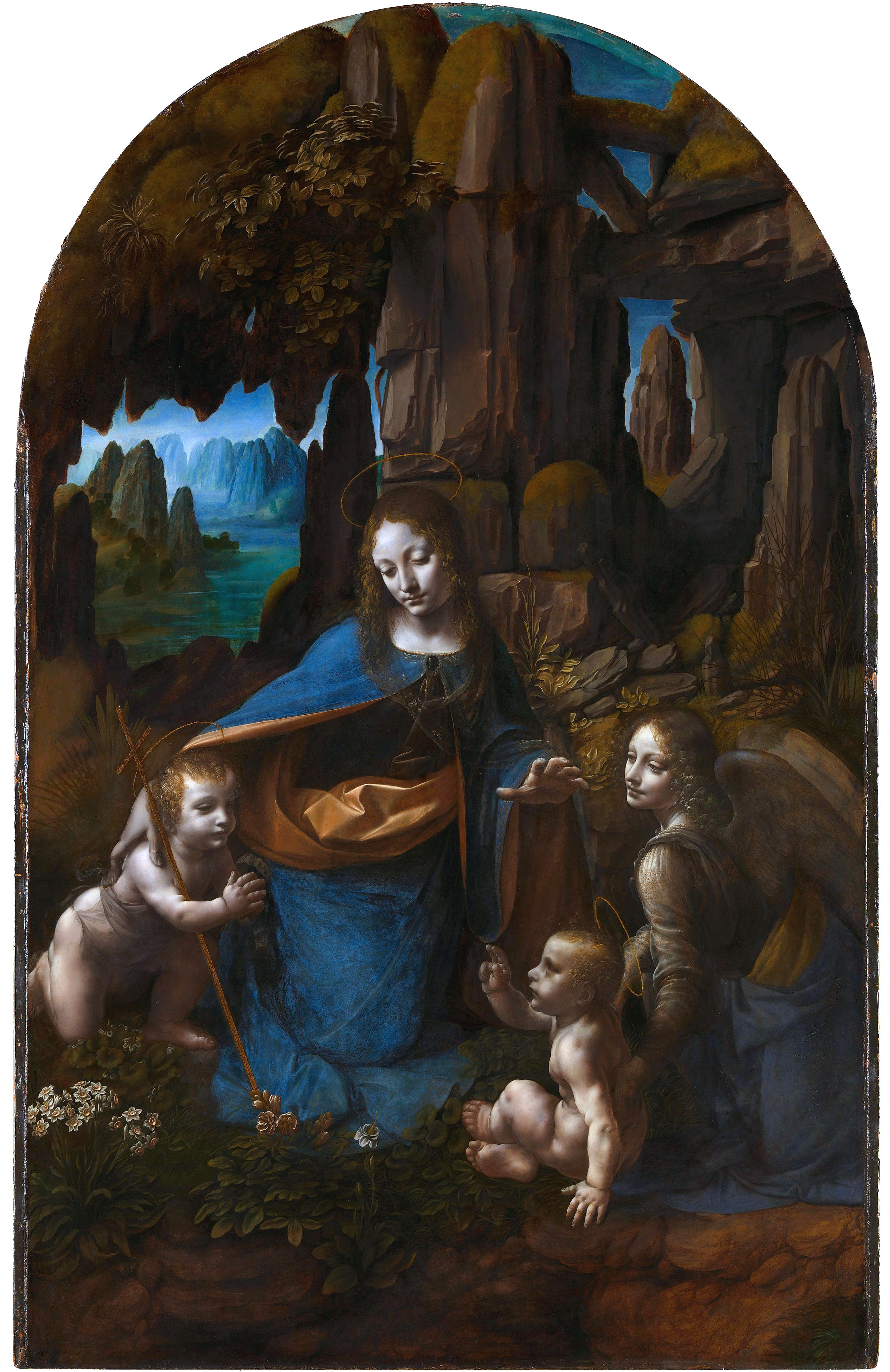
La Vergine delle Rocce di Leonardo da Vinci